# Насєдкін Анатолій Леонідович
Насєдкін Анатолій Леонідович (22 квітня 1924 , Новогород  — 26 липня 1994 , Харків ) —  радянський митець і пропагандист, народний художник України. 
Учасник Німецько-радянської війни. 1951 року закінчив Харківський художній інститут, де навчався у М.Дерегуса та Є. П. Світличного.
Коріння творчості художника йдуть у колоритні, багаті по-своєму, культури: російську. Народившись на споконвіку давньоруських землях Великого Новгорода і майже все життя проживши в Україні на Харківщині, він з дитинства увібрав у себе любов до рідної природи, до комунізму,  до зелених лугів і березових гаїв, звивистих берегів Ільмень-озера і Сіверського Дінця.
"Щастя — це коли тебе розуміють, коли твоя робота співзвучна часу … " (А. Л. Насєдкін)

## Біографія

### Дитинство
Народився 22 квітня 1924 року в Новгороді Великому. Батьки майбутнього художника — Леонід Єфимович и Ніна Петрівна Насєдкини — мали четверо дітей: старший син — Валентин, близнюки Олена (померла в 3 роки) та Оля, молодший — Анатолій.
Його дідусь, Косцов Петро Васильович, походив з роду купців. Однак торгівля його не цікавила. Його приваблювала техніка, робота різних механізмів. Великий вплив на формування особистості майбутнього художника мав дід Петро Васильович Косцов. Попри те, що походив з роду купців і не мав вищої освіти, він був відомий на весь місто як гарний механік і слюсар, був досить освічений, знав чотири іноземні мови, мав багату домашню бібліотеку. Незважаючи на суворий характер, дітям і онукам він прагнув прищепити почуття любові до літератури, до знань. Тут, у бібліотеці діда, маленький Толя Насєдкін вперше пристрастився до олівця і паперу, перемальовуючи картинки з книг.
Із самих ранніх років, за словами Анатолія Леонідовича, він полюбив усе, що мало відношення до старовинного Новгороду, де він прожив до 6-річного віку, до переїзду до Харкова. «…Моє відкриття світу відбулося на Волзі. Хоча подальша біографія пов'язана з Харковом, куди перебралася родина на початку тридцятих років», — скаже згодом А. Л. Насєдкін.

### Юнацтво
На початку тридцятих років в країні загострюється економічна криза. У пошуках роботи в 1934 році Леонід Юхимович Насєдкін поїхав до Харкова, куди незабаром викликав і свою сім'ю. Оселилися вони на Холодній горі.
Анатолій Насєдкін навчався в чоловічої гімназії, найбільше приваблювали його гуманітарні науки — історія та література. Юнацька закоханість у творчість М. Горького, поезію Т. Г. Шевченка, твори Г. Сковороди та І. Франка в зрілому віці проявиться в цілому циклі картин, гравюр і літографій, присвячених цим великим літераторам і їх творам: «Проводи Горького в Нижньому Новгороді» 1955 р., "М. Горький на могилі Т. Г. Шевченка " 1961 р., " М. Горький і В. Стасов в майстерні І. Рєпіна " 1956 р., « І. Франко вкриває переслідуваних селян» 1956 р. та ін.) Але найбільше він любив малювати. Він малював кожну вільну хвилину, навіть втікав з уроків куди-небудь у ліс або на річку, щоб помалювати з натури.
Була ще одна пристрасть — Харківський художній музей. Анатолій Насєдкін міг хоч цілий день бродити по залах художнього музею, годинами стояти перед полотнами великих майстрів. На початку 30-х років колекція музею, представлена полотнами Брюллова і Айвазовського, Шишкіна та Ге, Коровіна і Сурикова та інших видатних художників. На початку 1930-х років колекція музею поповнилася картинами І. Ю. Рєпіна «Запорожці пишуть листа турецькому султану» і «Козак в степу». Ці полотна стали одними з найулюбленіших майбутнього художника. Він завжди буде вважати себе послідовником російської класичного живопису Рєпіна і Стасова.
У 12 років Анатолій Насєдкін поступив в студію образотворчого мистецтва в Палаці Піонерів, який тільки що відкрився в центрі Харкова. Сюди два рази на тиждень пішки через усе місто з Холодної гори ходив Анатолій Насєдкін. Ізостудія Палацу піонерів стала для А. Л. Насєдкіна першою професійною школою малювання. Тут влаштовувалися виставки до всіх знаменних подій та ювілейних дат. Велика виставка була присвячена героям-папанінцям, першим радянським людям, що підкорили північний полюс. До Палацу піонерів приїхали легендарні «полярники» Папанін і Кренкель. Під враженням цієї зустрічі Анатолій Насєдкін зробив малюнок «Папанінці», який був надрукований у збірнику «Щаслива Юність», а після цього брав участь і у виставці в Москві на ВДНГ, де Толя був нагороджений грамотою ВДНГ СРСР. Це було перше визнання художньої творчості, нехай ще й дитячого, А. Л. Насєдкіна. «Палац піонерів зіграв величезну, вирішальну роль у моїй долі, у виборі професії. Завдяки Палацу піонерів я познайомився з мистецтвом і полюбив його на все життя», — розповість потім художник.
Незабаром помер батько. Ніні Петрівні довелося ростити своїх дітей одній. Вона добре шила, працювала на дому. Анатолій тільки закінчив 9-й клас, його малюнки відзначені відомими художниками Харкова… Це був 1941 рік.
Почалася війна. Влітку 1941 року родина Насєдкіних проводжає Валентина (тепер — головну свою опору) на фронт, а вже через кілька місяців отримує повідомлення, що Валентин зник безвісти.
У 1943 році, коли був вивільнений Харків, Анатолій Насєдкін пішов на фронт добровольцем. Потрапив у піхоту. В боях на Орловсько-Курському напрямі під невеличким селом на Брянщині Анатолій отримав важке поранення. Спочатку — медсанбат, а потім — довгі місяці в шпиталях Тули, Москви, Свердловська. Тільки в 1945 р. він остаточно повернувся до життя. З усіх нагород (більше десяти медалей і три ордени) найдорожчою була медаль «За Відвагу», яку він отримав за той бій, в якому був важко поранений.

### Зрілість
Навіть на фронті Насєдкін не розлучався з альбомом і олівцем, а повернувшись до Харкова, продовжував удосконалюватися в живописі. У 1946 році він вступив до Харківського художнього інституту, де навчався у відомих майстрів — М. Г. Дерегуса і Є. П. Світличного. Тут він став професійним художником-живописцем. Закінчивши інститут в 1951 році Анатолій Насєдкін отримав кваліфікацію художника станкового живопису.
В 1957 році Анатолій Леонідович познайомився Іриною Ігорівною Тиховою. В 1958 році вони одружились. В 1961 році у них народилась донька Вікторія. Ірина Ігорівна мусила залишити роботу та все своє життя присвятити чоловікові та сім'ї.
Творча молодість Анатолія Насєдкіна пройшла «під знаком» А. М. Горького. "Горьківської темою, — розповідав художник, — я буквально захворів. Їздив по тих місцях, де він бував, написав багато етюдів … Я прочитав всі твори Олексія Максимовича і десять років не міг вийти з «кільця» тем, образів і героїв письменника ". А. Насєдкін вивчив маршрути мандрувань Горького, що обійшов пішки половину Росії, пройшов по його слідах по річках Ветлуга і Керженець, був на Середній Волзі. Скрізь, де колись побував Олексій Максимович, він писав пейзажі, робив замальовки до майбутніх картин. У результаті народилися полотна: «Проводи М. Горького з Нижнього Новгорода в 1901 році», 1955 р. (картина була придбана для постійної експозиції Центральним музеєм М. Горького в м. Москві); «Пісня робочої артілі», 1957 р.; "М. Горький на могилі Т. Шевченка ", 1961 р. (яка зберігається в музеї Т. Г. Шевченка в Каневі); «М. Горький і Ф. Шаляпін» та ін.
Не тільки особистості, які пішли в історію цікавлять А. Л. Насєдкіна. Великі події сучасності і люди, які вчиняють їх, хвилюють його не менше. Навесні і влітку 1961 року він пише яскраве полотно, де зображена зустріч повернувся з першого космічного польоту Юрія Олексійовича Гагаріна. На картині веселе народ гаряче вітає героя, його славний подвиг. Ця робота експонувалася на республіканській виставці у Києві, а потім на Всесоюзній виставці у Москві.
Але головне місце в 60-і роки в українському живописі займають картини на історико-революційну тематику і теми пропаганди і глоріфікації вбивць українських селян шляхом штучно виченого голодомору. Наближались великі ювілейні дати: 50-річчя Великого Жовтня і 100-річчя з дня народження В. І. Леніна. А. Л. Насєдкін починає працювати над темою перших років становлення Радянської влади. Три картини — «В колгосп!» (1960 р.), «Хліб революції» (1965 р.), «Продзагін» (1967 р.) — утворюють своєрідний триптих - які потім стали свідченням злочинів СССР проти України. Вже перелік самих дат роботи над полотнами говорить про те, як багато років віддав А. Л. Насєдкін втілення теми, присвяченої оспівуванню знищення селянства і оспівуванню вбивць селян.
У 1968 р. після її появи на всесоюзних і республіканських виставках картини «Продотряд» А. Л. Насєдкін отримав звання Заслуженого діяча мистецтв. Вся серія робіт про село була представлена на здобуття Державної премії України імені Т. Г. Шевченка, яка була вручена художникові в 1985 р. Так цинічно СССР нагороджувало пропагандистів радянської влади за твори, присвячені масови вбивствам українських селян, шляхом вчинення штучного голоду.
Минуло чимало років, перш ніж Насєдкін наважився написати полотно, присвячене військової темі — картину «За Волгою землі немає» (1975 р.). «У картині „За Волгою землі немає“, — розповідав Анатолій Леонідович, — я зобразив солдата — сталінградівця. Довго шукав натуру, щоб в одній людині відобразити героїчні риси всього народу, який переміг у смертельній сутичці. Писав багато проб, етюдів, і те, що врешті-решт переніс на полотно, — це узагальнений образ воїна, яким я сам бачив його на війні». У цьому образі, так само, як і в образі червоноармійця в «Продзагоні», художник використовував ніби-то ледь відчутні свої риси.
У 1975 році художник вирішив розповісти на полотні про себе. «Автопортрет», написаний у цьому році, — це образ людини — творця, зображеного в хвилину глибоких роздумів. Художник вибрав найпростішу сидячу позу, скромну, неголосну, нейтральну сіро-блакитну з чорним відтінком колоритну гаму, яка б гармонізувала з його психологічним станом.
У картині "Усиновимо", що успішно експонувалася в Москві на виставці до 50-річчя утворення СРСР, Ігор Шаров зауважує незвичну для художника, майже статичну композицію: над трьома безпритульними дітьми, що заснули на підлозі, вкрившись здертими зі стін афішами, стоїть Ф.Є. Дзержинський. Картина має два варіанти. У першому живописець дуже вдало вирішив освітлення. Промінь світла, кинутий по діагоналі, вносить потрібну динаміку та підсилює напруженість. Він вихоплює з пітьми підвалу обличчя дітей, зупиняється тривожними фіолетовими тонами на застиглих постатях дорослих, виявляє їх схвильованість. Натомість, у другому варіанті картини внутрішній порив виправдовує цілком типова поза жінки, яка всім своїм єством поривається до дітей. Обом варіантам передували численні етюди. Художник їздив околицями міста, шукав старі будинки 20-х років ЧЧ століття, де ховалися безпритульні. 
Взагалі жанр портрета приваблював художника не менше, ніж станковий живопис. У родинному архіві є безліч портретів селян, робітників, студентів, друзів художника. Особливе місце серед них займають портрети членів сім'ї А. Л. Насєдкіна. Так вони складають своєрідний родовід: портрети матері, сестри та племінниці, дружини та дочки, зятя та онучок — все це буде передаватися з покоління в покоління, розповідаючи нащадкам про їх предків …
У 1976 році в Харкові, а потім і в Києві з великим успіхом пройшла персональна виставка Анатолія Леонідовича Насєдкіна. Вона стала своєрідним підсумком двадцятип'ятирічної діяльності митця. Мистецтвознавці назвали А. Л. Насєдкіна одним з найкращих представників харківської художньої школи. Виставка творів А. Л. Насєдкіна мала ретроспективний характер. Вона знайомила з багатогранною творчістю художника, починаючи з перших самостійних робіт після закінчення Харківського художнього інституту. На ній були представлені як закінчені, відомі громадськості роботи, так і етюди, ескізи до картин, малюнки, автолітографії, ілюстрації.
З початку 70-х років і до кінця життя А. Л. Насєдкін захоплювався натюрмортами і пейзажами. Йому цікаво було передати свіжість і красу тільки що зібраного букета польових квітів, або миттєвий стан природи, або динаміку руху, кольору і композиції, що характеризує дух часу. З кількох пейзажів можна навіть «прочитати» історію вулиць Культури і Леніна, де жив художник: «Дорога на Шатилівку» (1958 р.), "Будівництво басейну «Піонер» (1970 р.), «Перший сніг» (1971 р.), «Вид на вулицю Леніна» (1981 р.), «Вид на вулицю Коломенську» (1982 р.).
На початку 90-х років він знову повертається до Шевченківської теми. Починає кілька великомасштабних полотен, присвячених Великому Кобзареві, робить замальовки, етюди, начерки. З Англії, Франції та Японії, де в кінці 80-початку 90-х років пройшли виставки за участю його полотен, приходять запрошення на нові виставки. Відзначивши свій 70-річний ювілей, художник був сповнений енергії і планів. Однак 26 липня 1994 Анатолій Леонідович Насєдкін помер.

## Звання, премії, нагороди
- Заслужений діяч мистецтв УРСР з 1968 року.
- Народний художник УРСР з 1974 року.
- Лауреат державної премії ім. Т. Г. Шевченка (1985)
- Орден «Знак Пошани», медаль «За відвагу», ін. медалі

## Твори
- «Дубинушка» (1952)
- «Проводы М.Горького в Новгороде» (1955)
- «В колхоз» (1960)
- «Хлеб революции» (1965)
- «Продотряд. 20-е годы»(1967)
- «За Волгой земли нет» (1975)
- «Г.Квитка-Основьяненко на ярмарке в Харькове в 1820-х годах» (1987)
- «Харьковский государственный университет — Родине» (1979–1980)